# Kluczbork (gromada)
Kluczbork – dawna gromada, czyli najmniejsza jednostka podziału terytorialnego Polskiej Rzeczypospolitej Ludowej w latach 1954–1972.
Gromady, z gromadzkimi radami narodowymi (GRN) jako organami władzy najniższego stopnia na wsi, funkcjonowały od reformy reorganizującej administrację wiejską przeprowadzonej jesienią 1954 do momentu ich zniesienia z dniem 1 stycznia 1973, tym samym wypierając organizację gminną w latach 1954–1972.
Gromadę Kluczbork z siedzibą GRN w mieście Kluczborku utworzono 31 grudnia 1961 w powiecie kluczborskim w woj. opolskim z obszarów zniesionych gromad Kuniów i Ligota Zamecka w tymże powiecie; do nowo utworzonej gromady Kluczbork włączono także wsie Krasków i Ligota Dolna ze znoszonej gromady Ligota Dolna tamże. Siedzibę GRN gromady Kluczbork przeniesiono do Kluczborka ze wsi Ligota Zamecka.
Gromada przetrwała do końca 1972 roku, czyli do kolejnej reformy gminnej.  1 stycznia 1973 w powiecie kluczborskim utworzono gminę Kluczbork.